# Glasgow-Gletscher
Der Glasgow-Gletscher ist ein 104 km (nach anderer Angabe rund 70 km) langer, schnell fließender Gletscher an der Bakutis-Küste im westantarktischen Marie-Byrd-Land. Er fließt nördlich der Kohler Range in nördlicher Richtung in das Sweeny Inlet zwischen der Martin-Halbinsel im Osten und der Spaulding-Halbinsel im Westen, wo er in das Getz-Schelfeis mündet. Er ist einer von neun Gletschern in diesem Gebiet, die aufgrund der globalen Erwärmung besonders rasch abschmelzen. Die weiteren acht Gletscher sind der Genf-Gletscher, der Rio-Gletscher, der Berlin-Gletscher, der Kyoto-Gletscher, der Bali-Gletscher, der Stockholm-Gletscher, der Paris-Gletscher und der Incheon-Gletscher.
Heather Selley und Anna Hogg, Wissenschaftlerinnen der University of Leeds, benannten ihn 2021 nach der Stadt Glasgow, Gastgeberin der UN-Klimakonferenz 2021.